# Улица Покровка
У́лица Покро́вка (в 1940—1992 годах — у́лица Черныше́вского) — улица в Центральном административном округе города Москвы. Проходит от Армянского переулка до площади Земляной Вал, является продолжением ул. Маросейка; лежит между улицами Мясницкой и Воронцово Поле. Пересекает площадь Покровские Ворота. Нумерация домов ведётся от Армянского переулка. На улицу Покровка выходят: с чётной стороны Покровский бульвар; переулки: Колпачный, Барашевский, Лялин; Лепёхинский тупик; с нечётной стороны: Чистопрудный бульвар; переулки: Девяткин, Потаповский; Белгородский проезд и улица Чаплыгина. Продолжением Покровки является Старая Басманная улица. Современная застройка улицы в основном относится к XIX — началу XX века.
До 1918 года в Москве также существовала Покровская улица, ныне — Бакунинская.

## Происхождение названия
Улица названа по церкви Покрова Божией Матери, или Покрова в Садех (у великокняжеских садов), впервые упомянутой в 1479 году ("В лѣто 6987 ...Того же лѣта князь великии Иван Васильевич заложи церковь каменоу Иоана Златоустаго на посаде в Садех, а преже бывшую древеную разбравъ, бѣ же таа изначала церковь гостей московских строение ... А ту разбранную церковь повелѣ поставити, въ своем монастырѣ оу Покрова в Садех") и находившейся в начале Маросейки, на месте дома № 2 (Маросейка до конца XVII века не выделялась в особую улицу). Церковь — сначала собор Покровского великокняжеского монастыря, по ликвидации монастыря приходская церковь, была снесена около 1778 года при организации усадьбы Разумовских. В XVIII веке, наоборот, Маросейкой стали называть улицу вплоть до Покровских ворот, а Покровкой — только улицу в Земляном городе; и только в XIX веке границей между Маросейкой и Покровкой стал считаться Армянский переулок.
В 1940 году Покровка была переименована в улицу Чернышевского, чтобы увековечить память писателя, которого советские историки рассматривали как вдохновителя русских революционных движений XIX века. На площади Покровских Ворот, через которую проходит улица, был поставлен памятник Чернышевскому.
В 1992 году, на волне возвращения центральным улицам Москвы их исторических названий, улицу Чернышевского вновь переименовали в Покровку.

## История
Улица была, в сущности, продолжением Ильинки за Ильинскими воротами и возникла вдоль дороги Хомутовки (к великокняжеским бортям у села Хомутова на Клязьме, на территории нынешнего города Щёлково). Вплоть до XVI века на месте Покровки был лес, через который проходила дорога; у начала дороги был построен Покровский великокняжеский монастырь. В XVI веке Покровка застроилась слободами, но медленнее, чем западная часть Москвы, и за Покровскими воротами ещё простиралась полусельская местность с дорогой Хомутовкой. В XVII веке по Покровке стала проходить «царская дорога», по которой царь ездил в свои сёла Покровское-Рубцово, Преображенское и Измайловское: на Покровке появились дома знати. В 1633 году указом царя Михаила Фёдоровича был замощён брёвнами отрезок улицы в Земляном городе (в Белом городе были деревянные мостовые уже в предыдущем столетии). Деньги на устройство мостовых взимали с дворов и лавок, расположенных на улице.
В XVII веке в пределах Белого города по левой стороне Покровки была слобода котельников (ремесленников, производивших котлы), по правой же — колпачников (ремесленников, шивших колпаки), о чём до сих пор напоминает Колпачный переулок. Из колпачников был особенно известен Сверчков, который на свои средства построил в 1697 году храм Успения Пресвятой Богородицы — один из лучших памятников «нарышкинского барокко» и самый знаменитый из приходских храмов Москвы (Василий Баженов сравнивал его с собором Василия Блаженного). В честь Сверчкова и строителя церкви Петра Потапова в 1920-х годах были названы близлежащие переулки, однако сама церковь была снесена в 1936 году для «расширения проезда» по Покровке (церковь выступала за красную линию, установленную после пожара 1812 года).
У Покровских ворот текла речка Рачка, образовывавшая непролазную грязь, особенно весной; через неё был перекинут деревянный мостик. На берегах стояла церковь Троицы на Грязех (впервые упомянутая в 1547 году как церковь Василия Кесарийского). В 1741 года разлив Рачки разрушил церковь Троицы, после чего архитектор Дмитрий Ухтомский спроектировал заключение её в трубу, что и было сделано в 1759 году. Нынешнее здание церкви построено в 1861 году архитектором Михаилом Быковским в стиле ренессанс; при советской власти церковь в целом сохранилась, но были снесены ротонда с куполом и колокольня.
За Покровскими воротами в XVII веке простирались слободы: Барашевская (барашей — слуг, возивших за царём и раскладывавших походный шатёр), Садовая (садовников) и Казённая (подведомственная Приказу Большой казны и обслуживавшая Казённый двор, где хранились царские ценности). В Барашевской слободе были две церкви — Воскресения и Введения (в Барашевском переулке), в конце улицы, у самых ворот Земляного города, стояла церковь Усекновения главы Иоанна Предтечи, что в Казённой слободе.
| - План улицы Покровки 1669 года с изображением Покровских ворот Белого города - Начало Покровки. Вид от Армянского переулка. Около 1900 г. - Дом № 1 на Покровке. Около 1900 г. - Меблированые комнаты «Компания», дом причта церкви Успения и церковь Успения. Около 1900 г. |

Современное здание церкви Воскресения Словущего в Барашах построено в 1732—1734 годах Ухтомским и представляет собой образец барочного стиля той эпохи. Храм был увенчан небольшим куполом в виде императорской короны. В советские времена у церкви были снесены колокольня и навершие, а в здании размещён ГУЛАГ НКВД. Рядом с церковью находится «дом-комод», он же «Апраксинский дворец» — прихотливое и редкое для Москвы здание в стиле рококо, построенное в 1766 году, по одним предположениям, Ухтомским, по другим — неизвестным учеником Растрелли[уточнить] для фельдмаршала Степана Апраксина, известного победой над Фридрихом Великим. С 1772 по 1861 год дом принадлежал Трубецким, затем в нём была размещена 4-я Московская гимназия, в которой учились Николай Жуковский, Алексей Шахматов, Савва и Сергей Тимофеевичи Морозовы, Лев Поливанов. Ещё ранее, в 1849—1850 годах в доме жил Дмитрий Менделеев. Из остатков допожарной застройки Москвы интересен также дом № 38, принадлежавший княгине Голицыной (урождённой Чернышёвой) — прототипу пушкинской «Пиковой дамы».
В екатерининские времена (1772) было построено новое большое здание в духе палладианской Ротонды для церкви Усекновения главы Иоанна Предтечи, с колокольней, которая стала архитектурной доминантой этого района.
В конце XVIII века Покровка была замощена булыжником.
В 1797 году у снесённых Покровских ворот по приказу Павла I Василием Стасовым была построена двухэтажная гостиница (дом № 17), в перестроенном виде сохранившаяся до наших дней. По первоначальному проекту со стороны Покровки она имела шестиколонный портик, придававший постройке строгость и торжественность; впоследствии, однако, портик был уничтожен.
Автор 1838 года отмечает на Покровке большое количество каретных, хлебных и овощных лавок. На Покровке в доме № 9 на протяжении нескольких поколений, вплоть до революции 1917 года, жили каретники Арбатские, считавшиеся лучшими каретниками Москвы (упоминаются в комедиях Александра Островского и очерках Михаила Салтыкова-Щедрина). После постройки в 1860-х годах Курского вокзала Покровка стала связывать центр Москвы с этим вокзалом, и её торговое значение ещё более возросло.
В 1936 году была снесена церковь Успения; ныне на её месте небольшой сквер. В 1938 году была снесена малоэтажная застройка с правой стороны Покровских ворот, перед Апраксиным дворцом (включая ампирный особняк 1816 года с мезонином) и на её месте образован сквер. В сквере установлен памятник революционному демократу Чернышевскому.
Снесён был и храм Усекновения Главы Иоанна Предтечи в Казённой слободе — от него осталась только колокольня, поныне возвышающаяся на углу Покровки и Земляного вала. На месте храма был построен жилой дом с магазином.
Среди сооружений на Покровке — жилой дом, возведённый в 80-х годах XX века (дом № 39); бизнес-центр (дом № 47а); гостиница «Покровка Suite» (на месте бывшей гостиницы «Урал», 2007 год; дом № 40, строение 2).

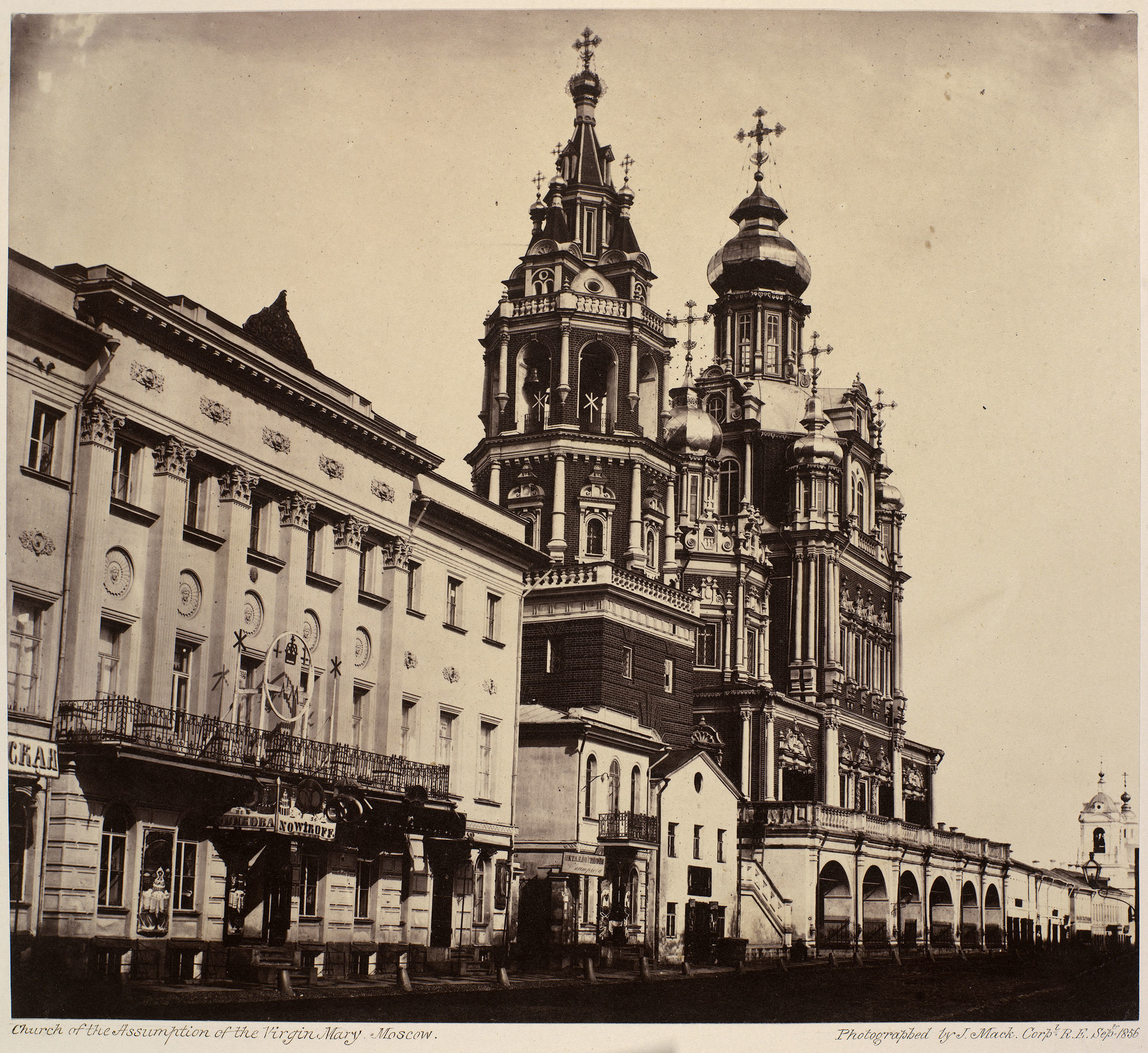
Покровка. Церковь Успения Богородицы (1856)
Район Покровских ворот и дворец Апраксиных в 1866 году. Акварель
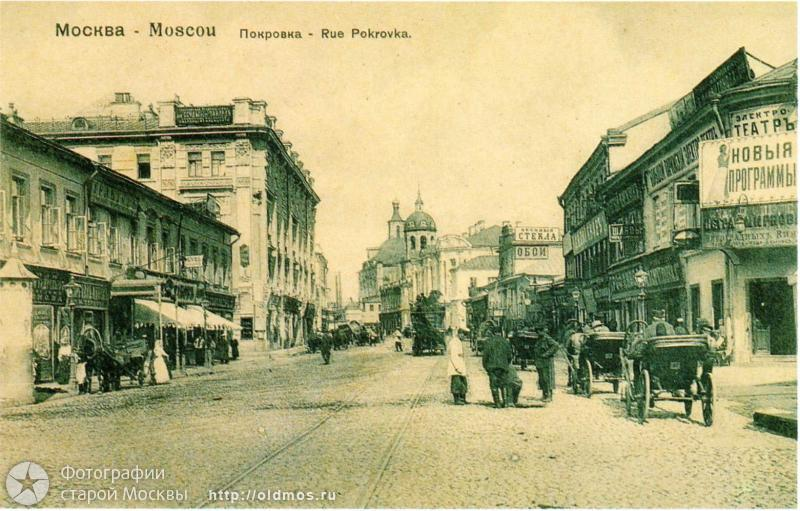
Место, на котором стояла башня Покровских ворот. Слева гостиница Стасова, далее доходный дом Рахманова. На заднем плане — храм Воскресения в Барашах. 1900-е годы
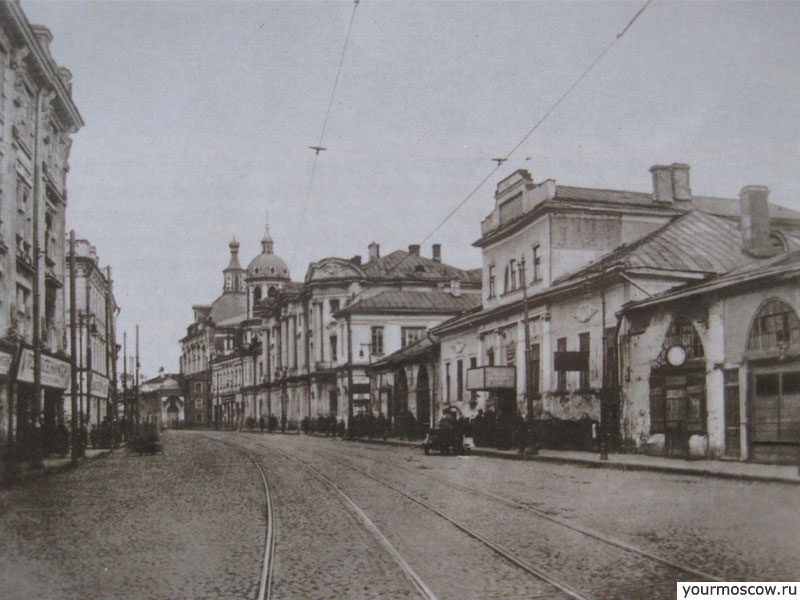
Район Покровских ворот в начале XX века. Слева — доходный дом Рахманова, справа — снесённый особняк 1816 года
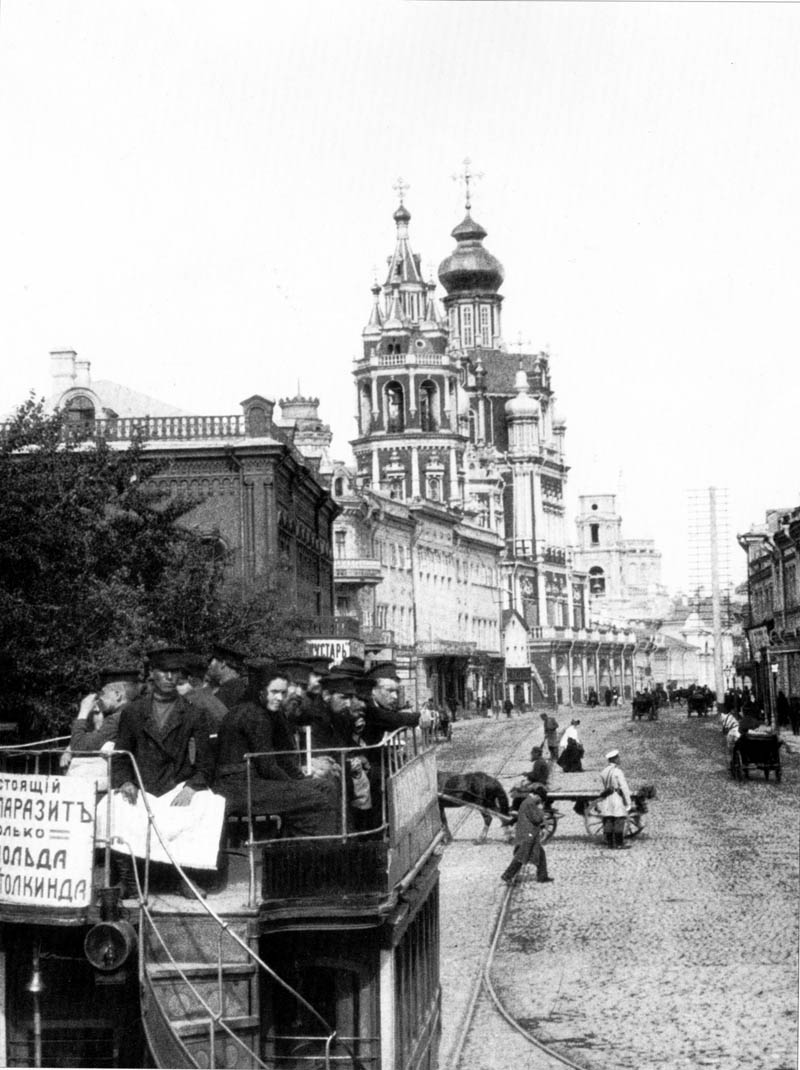
Конка на Покровке
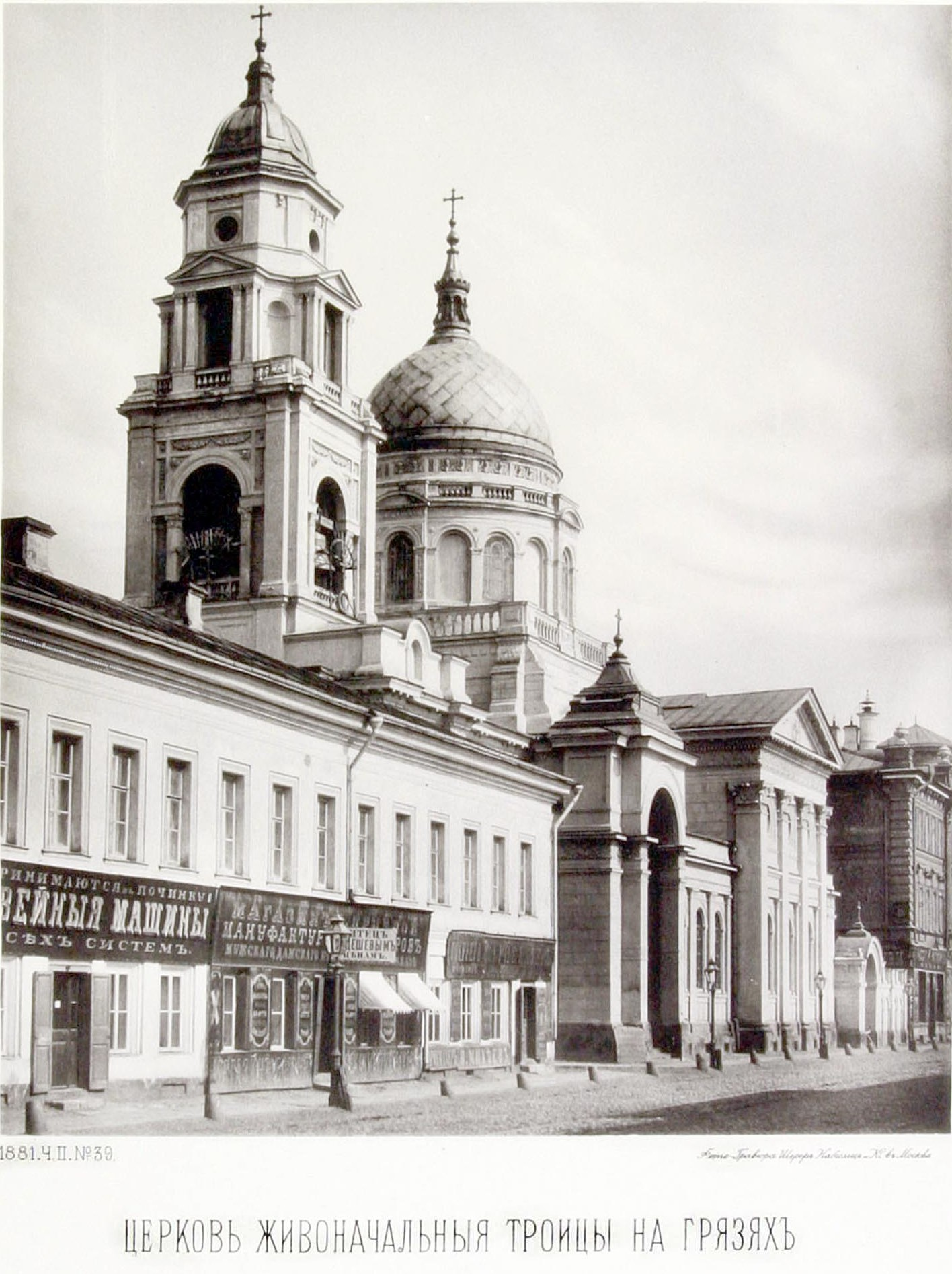
Церковь Троицы на Грязех (1882)
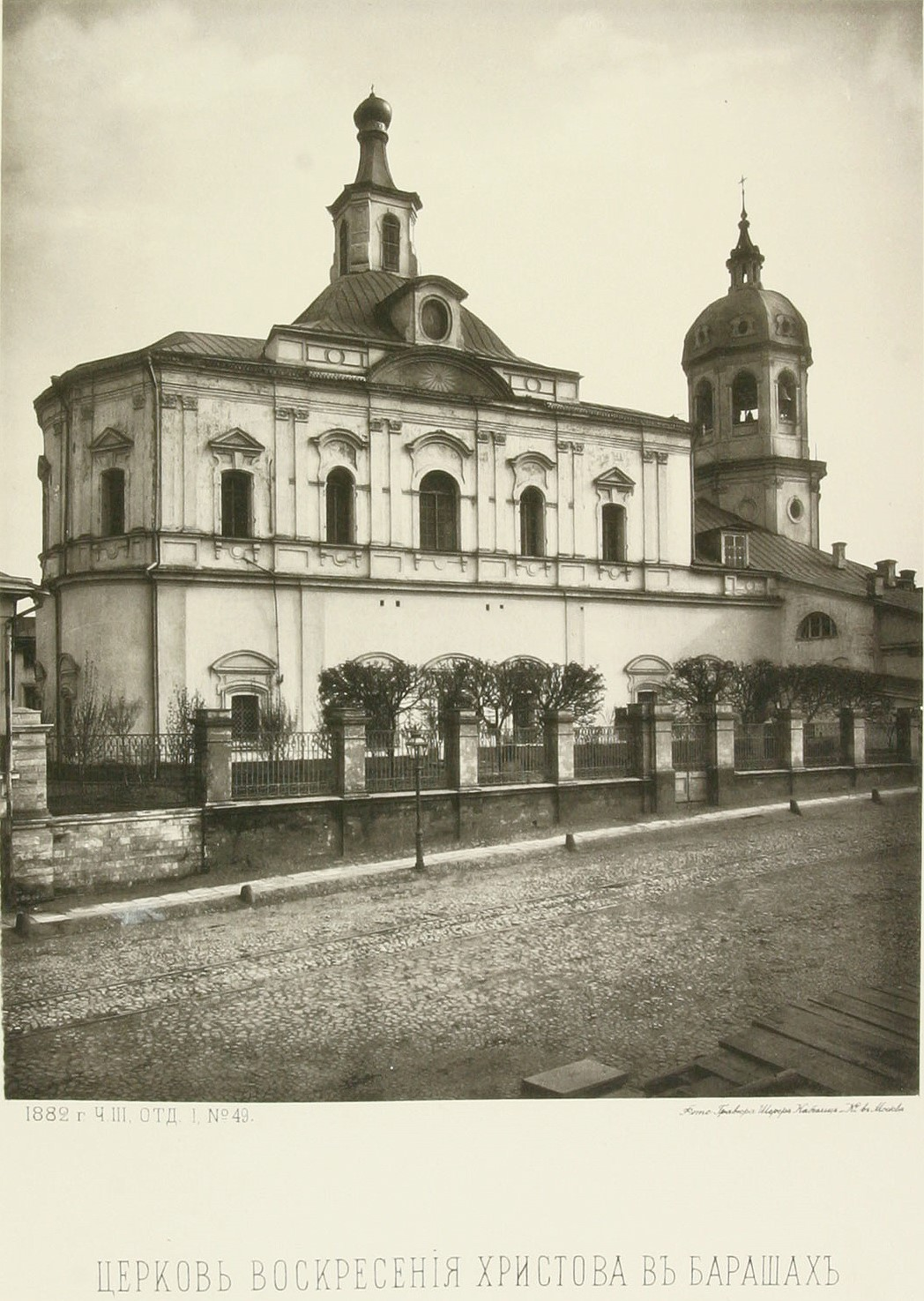
Церковь Воскресения Словущего в Барашах
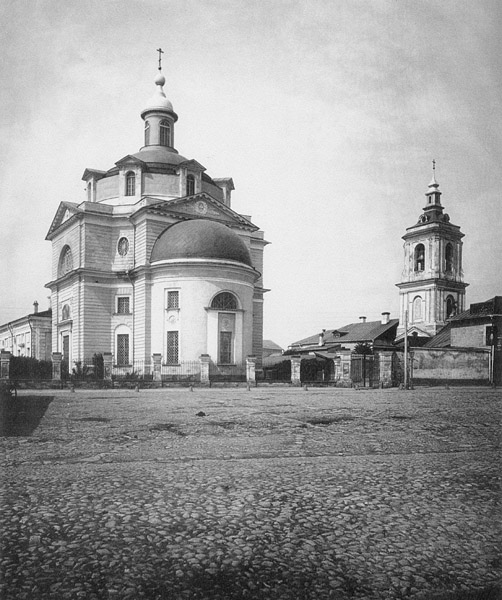
Храм Усекновения главы Иоанна Предтечи в Казённой слободе
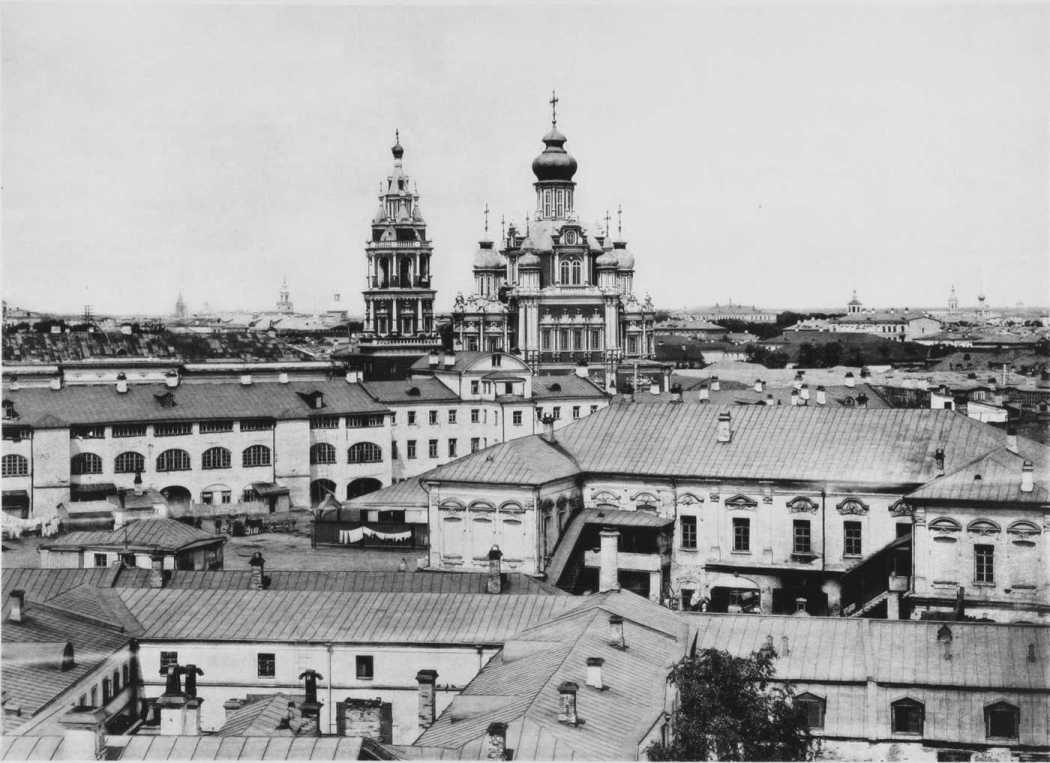
Церковь Успения Пресвятой Богородицы в 1888 году. Слева видны галереи дома Сиротининых.
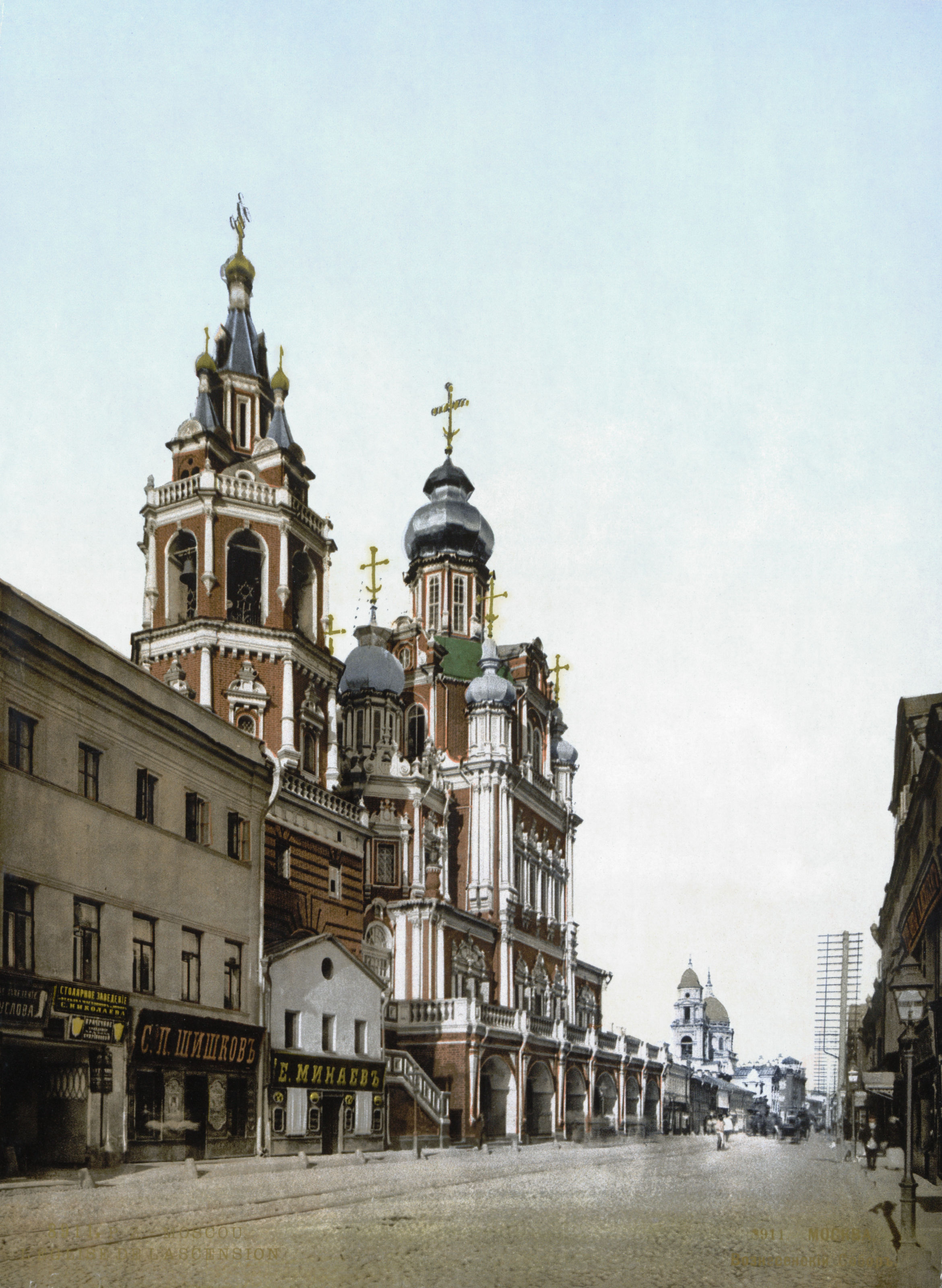
Церковь Успения Пресвятой Богородицы на Покровке. На переднем плане дом причта, вдали церковь Троицы на Грязех (1897)
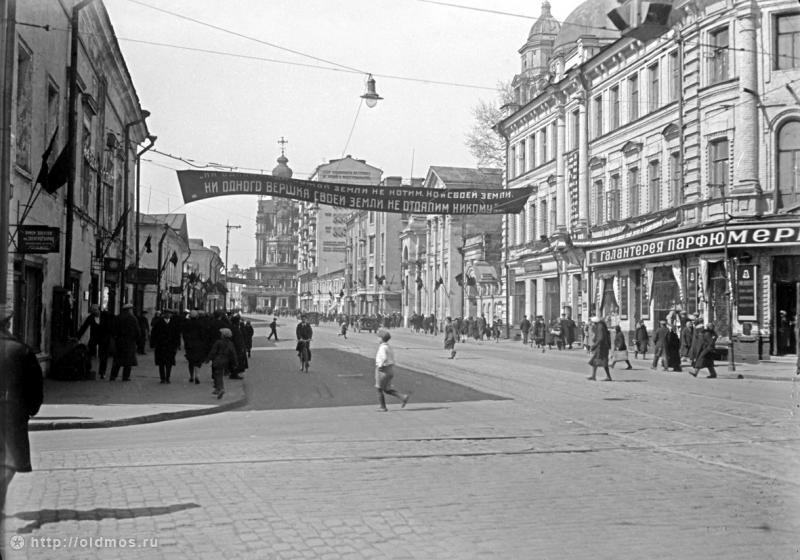
Покровка в начале 1930-х годов. Вид от Покровских ворот в сторону центра

## Примечательные здания и сооружения

### По нечётной стороне
- № 1/13, стр. 1,  ЦГФО — магазин доходного владения И. Н. Шинкова (1913, архитектор К. Н. Костомаров; 1990-е)[5].
- № 1/13/6, стр. 2,  памятник архитектуры (федеральный) — дом Левашовых, построенный на основе палат XVIII века[6].
- № 1/13/6, стр. 2 (часть),  памятник архитектуры (федеральный) — жилой дом (в основе флигель городской усадьбы, конец XVIII века — XIX век; 1871, архитектор Василий Барков)[5][уточнить].
- № 3/7, стр. 1а,  памятник архитектуры (федеральный) — усадьба Б. И. Толстого (М. П. Мещерской), конец XVIII века.
- № 5/16, стр. 3,  ЦГФО — дом причта церкви Успения Пресвятой Богородицы на Покровке (в Котельниках) (1874, архитектор Александр Каминский; конец 1870-х — 1880-е годы; начало 1890-х годов)[5]. В настоящее время — административное здание.
- № 5, стр. 5,  памятник архитектуры (региональный) — дом причта церкви Успения Пресвятой Богородицы на Покровке, конец XVIII века (с фрагментом колокольни, 1698—1699, конец XVIII века, XIX век)[5]. В 2004 году была проведена реставрация здания (архитекторы Б. Е. Пастернак, Т. С. Борисова)[7].
- № 7/9—11 — жилой дом кооператива «Военный строитель» (1928, архитектор Константин Аполлонов). В 1930-х годах здесь находилась редакция газеты «Красная звезда»[5][8].
- № 9,  ЦГФО — главный дом городской усадьбы Т. Н. Щербакова — Арбатских (начало XIX века; 2-я половина XIX века; 1887, архитектор Дмитрий Подлужин; 1890-е; 1990-е)[5]. Здесь жил математик Александр Васильев[9].
- № 11,  ЦГФО — доходный дом Слудских с магазинами (1909, архитектор Михаил Глейниг; 1950, архитектор Глетмен)[5]. В рамках гражданской инициативы «Последний адрес» в декабре 2015 года на доме установлены мемориальные знаки с именами инженера-электромеханика Марка Михайловича Альбаца и востоковеда Якова Ильича Волка[10], расстрелянных в годы сталинских репрессий.
- № 13, стр. 1,  памятник архитектуры (региональный) — Храм Троицы Живоначальной на Грязех у Покровских ворот (1745—1752; 1826; 1856—1861, архитектор Михаил Быковский)[5].
- № 15/16 стр.1 - Дом 1904 года.
- № 17 стр. 1 — гостиница у Покровских ворот, архитектор Василий Стасов.
- № 19 — доходный дом хлеботорговца Ф. С. Рахманова (1898—1899, архитектор Пётр Дриттенпрейс[11][12]) — один из первых московских доходных домов в стиле модерн.
- № 25 (во дворе) — доходный дом (1903, архитектор Леонид Стеженский).
- № 27 — городская усадьба Боткиных:
  - № 27, стр. 1,  памятник архитектуры (вновь выявленный объект) — главный дом городской усадьбы С. С. Боткиной (1780-е; 1840-е; 1867, архитектор Александр Каминский)[5][12]. До революции 1917 года здесь размещался частный музей Боткиных, где экспонировались работы Василия Поленова, Василия Верещагина, Константина Маковского, Павла Трубецкого и других[13].
  - № 27, стр. 2,  памятник архитектуры (вновь выявленный объект) — флигель городской усадьбы С. С. Боткиной (XIX век)[5]. Флигель снимали Кирилл и Маргарита Мамонтовы; здесь в 1873 году у них родилась дочь Маргарита.
- № 29,  памятник архитектуры (вновь выявленный объект) — доходный дом Я. А. Бабушкина (1897, архитектор Лев Кекушев; перестроен в 1909 году архитектором Николаем Струковым)[5]. В рамках гражданской инициативы «Последний адрес» на доме установлены мемориальные знаки в память о его репрессированных жильцах, доценте А. А. Мусатове, служащем П. А. Муратове, бухгалтере С. А. Бахаревском, юристе П. А. Селецком, безработном П. Д. Барсукове, строителе В. Н. Афанасьеве и начальниках отделов снабжения Н. Н. Шишкине и Г. В. Ходове[14], расстрелянных органами НКВД в годы сталинских репрессий.
- № 31, стр. 3,  памятник архитектуры (региональный) — палаты камергера В. И. Машкова (1752, архитектор Дмитрий Ухтомский; перестроены в 1875 году по проекту архитектора Максима Геппенера)[5].
- № 31 (во дворе) — доходный дом (1900-е, архитектор Виталий Кожушек).
- № 35 — доходный дом (1903, архитектор Флегонт Воскресенский), в 1954 году надстроен двумя этажами.
- № 37 — «Дом политкаторжан», жилой дом кооператива «Политкаторжанин» (начало 1930-х годов, архитекторы Н. В. Ликин, Д. П. Знаменский, С. П. Леонтович, С. П. Растрёпин)[15][8]. В рамках гражданской инициативы «Последний адрес» на доме установлены мемориальные знаки с именами членов Общества политкаторжан А. В. Гумилевского, Г. Ф. Гурзы, В. В. Круглова, З. Г. Рачинского, А. М. Шавельзона и Т. И. Шаталовой-Рабинович[16], расстрелянных в годы сталинских репрессий. В базе данных правозащитного общества «Мемориал» есть имена 21 жильца этого дома, расстрелянного в годы террора[17][18].
- № 39 — жилой дом (1980-е, архитектор Пётр Скокан).
- № 41 — жилой дом кооператива «Медсантруд» (1928—1929, архитекторы Александр Гринберг, Владимир Кильдишев)[15][8]. Фасад симметричен, состоит из простых элементов: повышенная центральная часть, ограниченная чуть выступающими объёмами лестничных клеток со входами под простыми козырьками. По центру фасада — три балкона с парапетами, а два боковых крыла украшают гранёные эркеры[19]. Здесь жили академик Александр Вейн[20], юрист Александр Тагер[21].
- № 43 — в доме жил режиссёр Фёдор Каверин[22].
- № 47 — кинотеатр «Новороссийск» (1977, архитекторы Пётр Скокан, Ю. Павлов), ныне — Центральный дом предпринимателя и кинотеатр «35 мм»[23].

### По чётной стороне
- № 2/1, стр. 1 — жилой дом с лавками (начало XIX века), объект культурного наследия регионального значения[5].
- № 2/1, стр. 2 — городское 10-классное смешанное училище — дом жилой (1914—1915; 1920), ценный градоформирующий объект[5].
- № 2/1, стр. 3 — хозяйственное строение — доходный дом П. Д. Ахлестышева (1830-е, 1870-е), ценный градоформирующий объект[5].
- № 4 — дом Сиротининых — классицистический трёхэтажный «послепожарный» дом с мезонином. Его левая часть (до арки) была выстроена в первой половине XIX века[24]. В 1860—1870 годах был надстроен третий этаж с мезонином и построена правая часть дома с лавками. Тогда же, по-видимому, здание дополнили эклектичным декором. Особенность дома со стороны двора — наружные галереи — ныне практически исчезла в Москве. Изначально галереи были закрытыми с широкими окнами, а в 1950—1960 годах внешние стены галереи были разобраны, и они стали открытыми. В 1857—1917 годах домом владела семья Сиротининых, которая сдавала квартиры дома в аренду небогатым мещанам. В 1961 году в доме проводили капитальный ремонт с заменой старых деревянных перекрытий. В настоящее время второй и третий этажи остаются жилыми.В этом доме до 1992 года жила дочь последнего управляющего домом В. П. Папкова актриса театра и кино Е. В. Папкова (1947—1992) и её муж актёр Б. Л. Дьяченко (1952 г.р.).
- № 6 — жилой дом с лавками (1821, 1836), объект культурного наследия регионального значения[5].
- № 8, стр. 1 — главный дом городской усадьбы А. С. Ушакова — А. Н. Толзина — доходное владение Ф. П. Пиколи (1780-е; начало 1800-х; 1850; конец 1990-х), ценный градоформирующий объект[5].
- № 10, стр. 1 — городская усадьба XVIII—XIX веков, дом полковника А. Н. Озерова, объект культурного наследия регионального значения[5].
- № 10, стр. 2 — Доходный дом А. Е. Молчанова, позднее магазин П. Оловянишникова, 1891. В середине 1990-х годов был надстроен второй этаж. Имеет статус ценного градоформирующего объекта[25].
- № 12, стр. 1 — двухэтажный дом причта храма Троицы Живоначальной на Грязях у Покровских ворот, 1810—1820-е (изменения в конструкции 1890—1900-е, 1940—1950-е), ценный градоформирующий объект[5].
- № 14/2, стр. 1а — усадьба Т. Ф. Эминского, 1780—1820, выявленный объект культурного наследия[5].
- № 16 — гостиница у Покровских ворот (западный корпус).
- № 18 — гостиница у Покровских ворот (восточный корпус), архитектор Василий Стасов.
- № 20/1, стр. 1 — «Жилой дом у покровских ворот» (1936, архитекторы Лазарь Чериковер, Б. В. Миних). Строительство углового дома обозначило новые красные линии перекрёстка с Бульварным кольцом — в соответствии с Генеральным планом реконструкции Москвы правую сторону Покровки планировали снести для прокладки «Сталинской магистрали» в Лефортово и Измайлово, а новые дома строить в одну линию с угловым фасадом «Жилой дом у Покровских ворот»[26][27].
- № 22/1, стр. 1 — дворец Апраксиных — Трубецких (Апраксинский дворец), 1766—1768, архитектор Дмитрий Ухтомский. В этом доме на уроках танцев у Трубецких в детстве бывали Александр и Ольга Пушкины. Пушкин посещал дом и позже, вероятно, в 1826 году, бывая в гостях у управляющего делами и имениями Трубецких Василия Корнильева[28]. Объект культурного наследия федерального значения[5]. Известен также как «дом-комод»[12].
- № 22а, стр. 1 — жилой дом Андроновых (последняя треть XVIII века, конец XIX века), объект культурного наследия регионального значения[5].
- № 24 — жилой дом (1876, архитектор Павел Иванов).
- № 26/1 — храм Воскресения Словущего в Барашах, 1734.
- № 28/6, стр. 1, 3 — городская усадьба Емельяновых (1829, 1883, архитектор Михаил Бугровский), объект культурного наследия федерального значения[5].
- № 36/1 — жилой дом (1871, архитектор Александр Никифоров), ценный градоформирующий объект[5]. Усадьба известна с 1758 года. Главный дом со скруглением фасада на углу Лялина переулка построен купцом Михаилом Яковлевым в 1790-х годах. В 1870-х архитектор Александр Никифоров увеличил дом пристройками со стороны двора. В 1900-х в доме жил потомственный почётный гражданин Фёдор Кудряшов — совладелец Торгового дома братьев Кудряшовых, которым принадлежала крупная суконная фабрика на Малой Семёновской улице[29]. В 2004 году правительство Юрия Лужкова заключило инвестиционный контракт с ОАО «Механический завод» на реконструкцию дома. Жители были расселены, дом опустел. 14 июня 2005 года сносная комиссия при Правительстве Москвы согласовала снос здания[30]. Однако проект не был реализован. В 2014 году правительство Сергея Собянина приняло решение продлить инвестконтракт[31]. В 2016 году утверждено архитектурно-градостроительное решение[30], предусматривающее «воссоздание фасадов», то есть снос и строительство новодела ради двух подземных этажей[29][32]. В марте 2017 года на общественное обсуждение был вынесен акт государственной историко-культурной экспертизы раздела «Меры по обеспечению сохранности объектов археологического наследия» по объекту: «Жилой дом с подземной автостоянкой» (Лялин пер., д. 1/36, стр. 1)[33]. Летом 2017 года была подана заявка о постановке здания на охрану. В октябре 2017 года ГЗК согласилась с переуступкой прав и обязанностей ЗАО «Мехзавод» по инвестиционному контракту к ЗАО «Центр-Девелопмент» и внесением соответствующих изменений в условия инвестиционного контракта[29]. В июне 2018 года прказом Департамента культурного наследия дом включён в перечень выявленных объектов культурного наследия города Москвы и утверждены границы его территории[34].
- № 38 — доходный дом (1914, архитектор Франц Контрим)[15]. Дом построен на месте правого флигеля усадьбы Шуваловых[35].
- № 38а — главный дом городской усадьбы Шуваловых (Ивана Шувалова, позднее Голицыных) — гимназия Л. Н. Валицкой (1770-е, перестройки конца XIX — начала XX веков). Здание включено в альбомы партикулярных строений Матвея Казакова; одно из самых значительных зданий Москвы, построенных в период раннего классицизма. В начале XIX века дом принадлежал княгине Наталье Голицыной, ставшей прообразом «Пиковой дамы». В 2010 году на фасаде главного дома была установлена памятная доска московскому генерал-губернатору князю Владимиру Голицыну, которому дом принадлежал в 1901—1914 годах[35]. Объект культурного наследия федерального значения[5][15][36].
- № 40 — доходный дом купца Фёдора Николаевича Конкина (1900, архитектор Сергей Соколов).
- № 40б — левый флигель городской усадьбы Шуваловых (начало XIX века), объект культурного наследия федерального значения[5] По некоторым данным, здание построено архитектором Василием Баженовым[35].
- № 40с2А — офис Трубной металлургической компании.
- № 42, стр. 5 — жилой дом (конец XVIII века; 1860; 1875, архитектор Митрофан Арсеньев), выявленный объект культурного наследия[5].
- № 44 — доходный дом (1909, архитектор Владимир Шервуд). Оформление дома несёт редкие для московского модерна барочные декоративные мотивы[15].
- № 48 — доходный дом (1910, архитектор Иван Боголепов).
- № 50 — Театр на Покровке.
- № 50/2 — колокольня храма Иоанна Предтечи в Казённой слободе (1772), объект культурного наследия федерального значения[5]. Колокольня стояла отдельно от самого храма, снесённого в 1930-х годах[15].

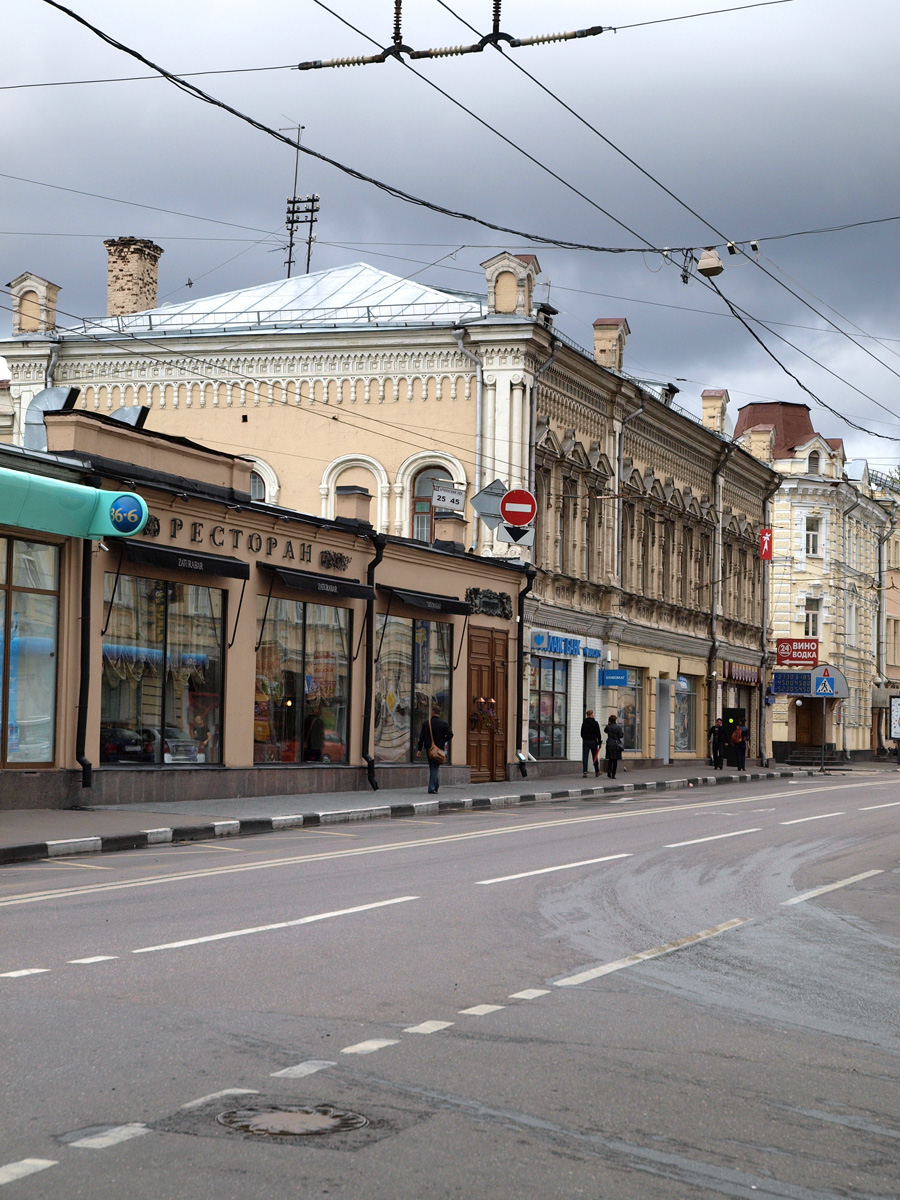
Начало Покровки в наше время, одноэтажное здание 1913 года
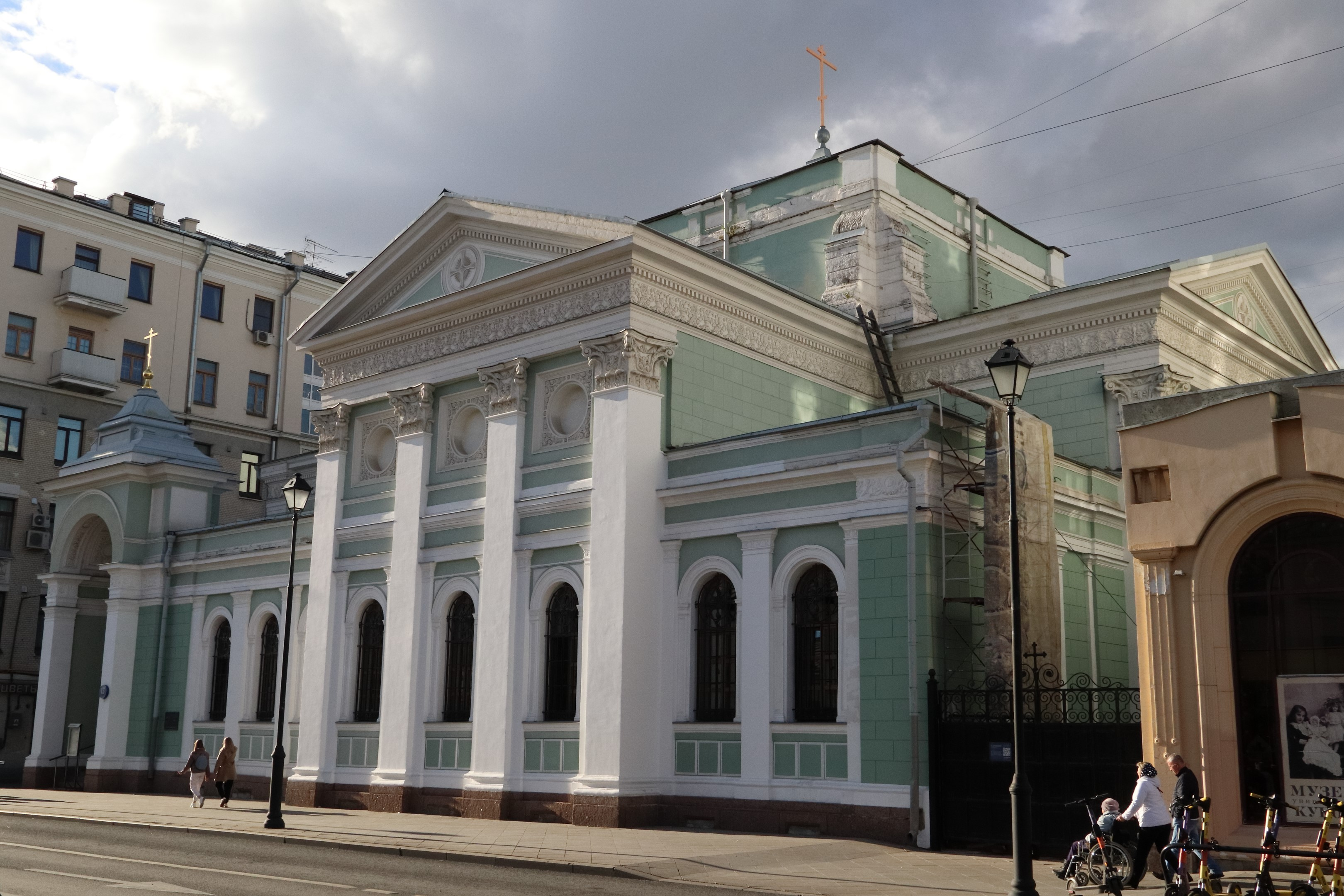
Дом 13 - храм Троицы на Грязех
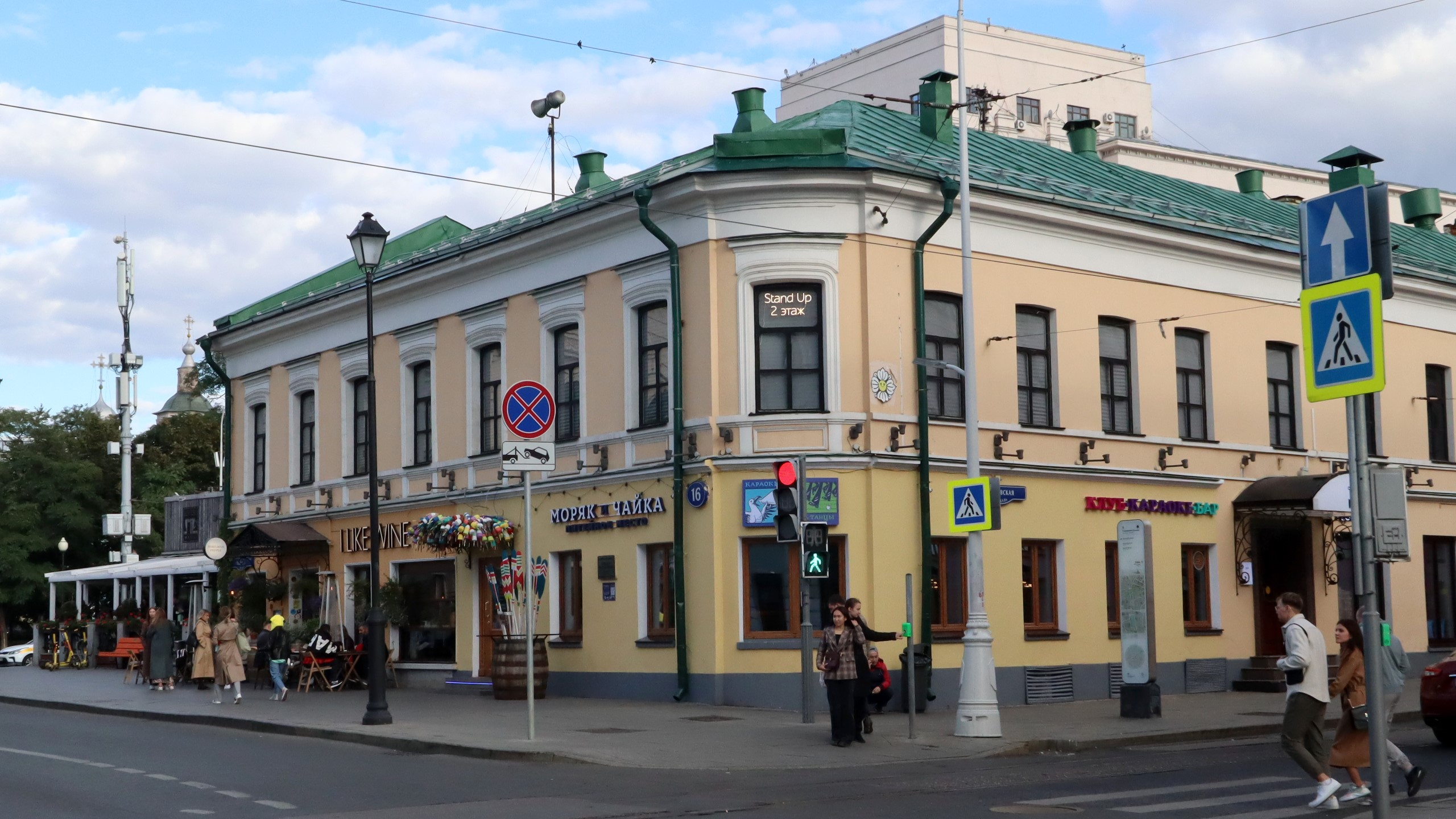
Дом 16 - здание 1917 года
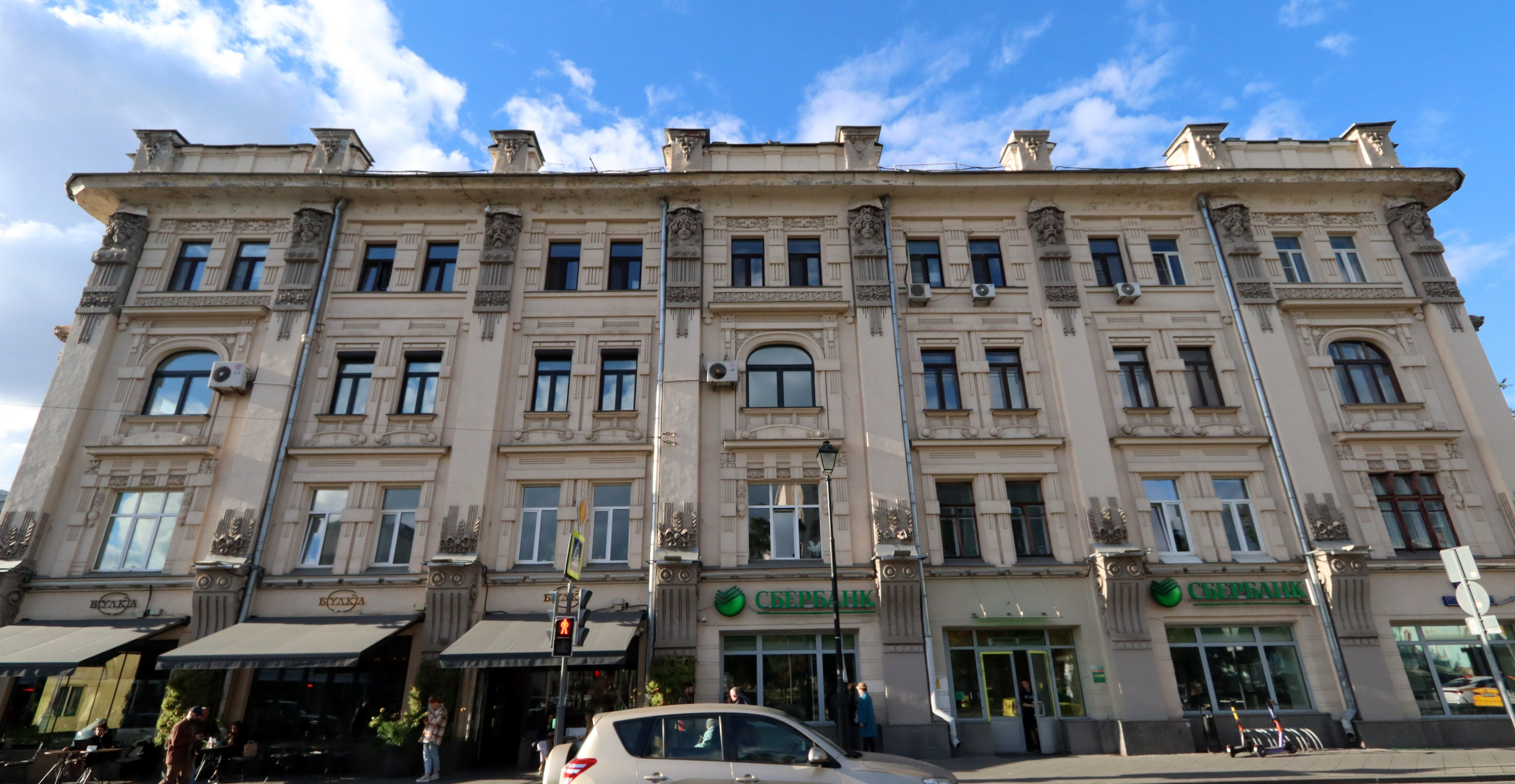
Дом 19 - Доходный дом Рахманова — ранний образец стиля «модерн»
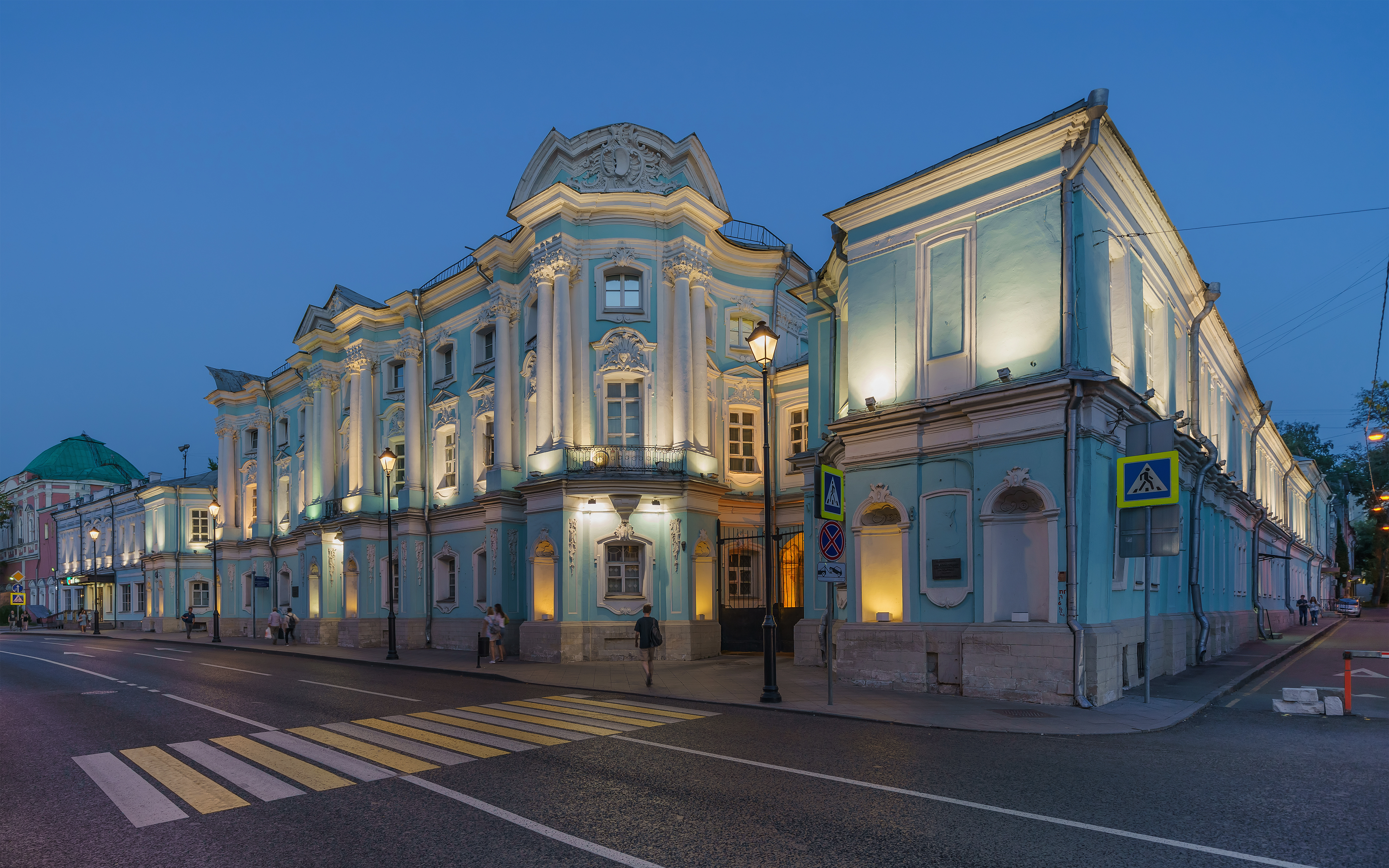
Дом 22 - Дом Апраксиных-Трубецких
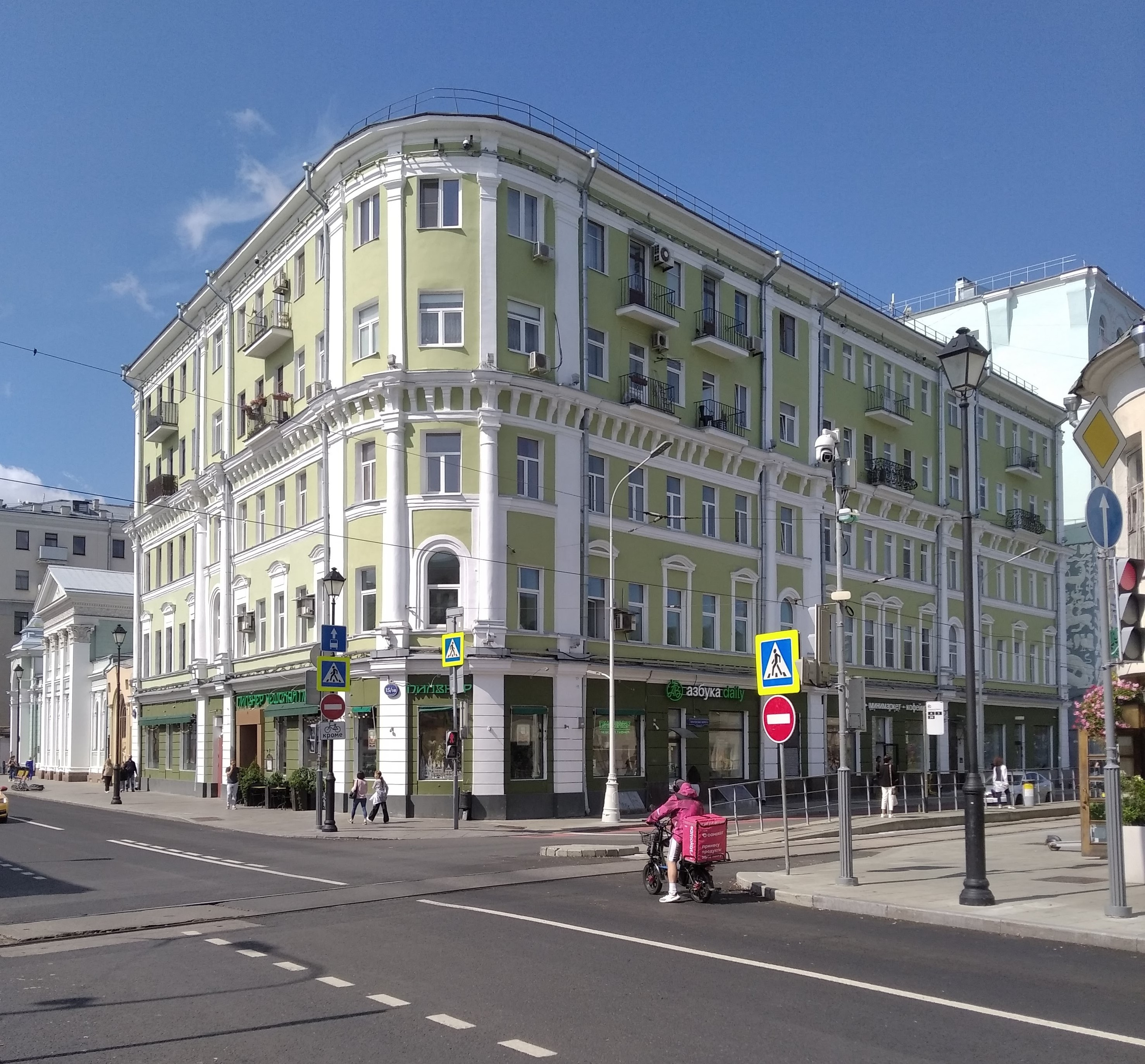
Дом № 15/16с1
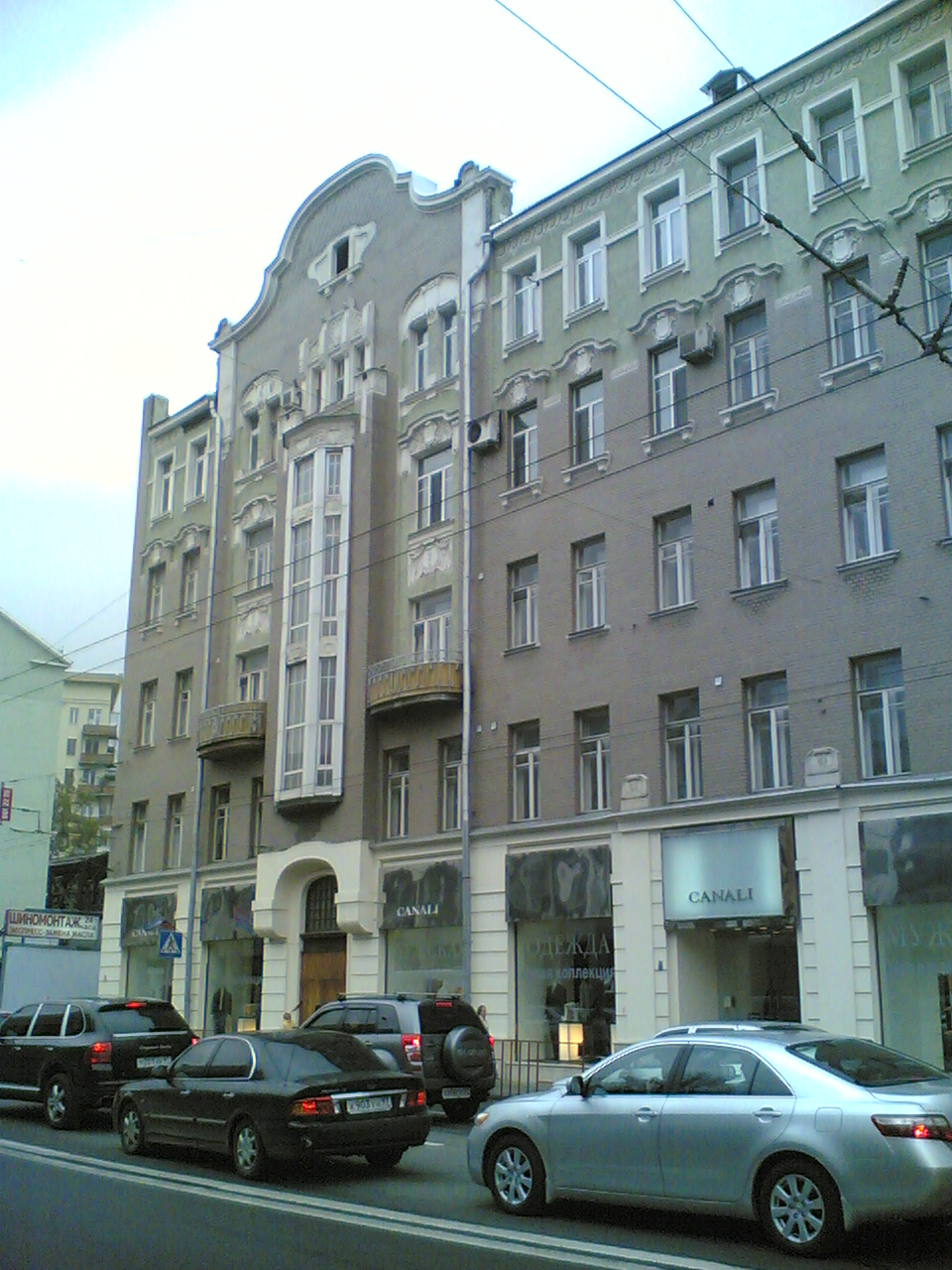
Дом 44 - Доходный дом архитектора Шервуда
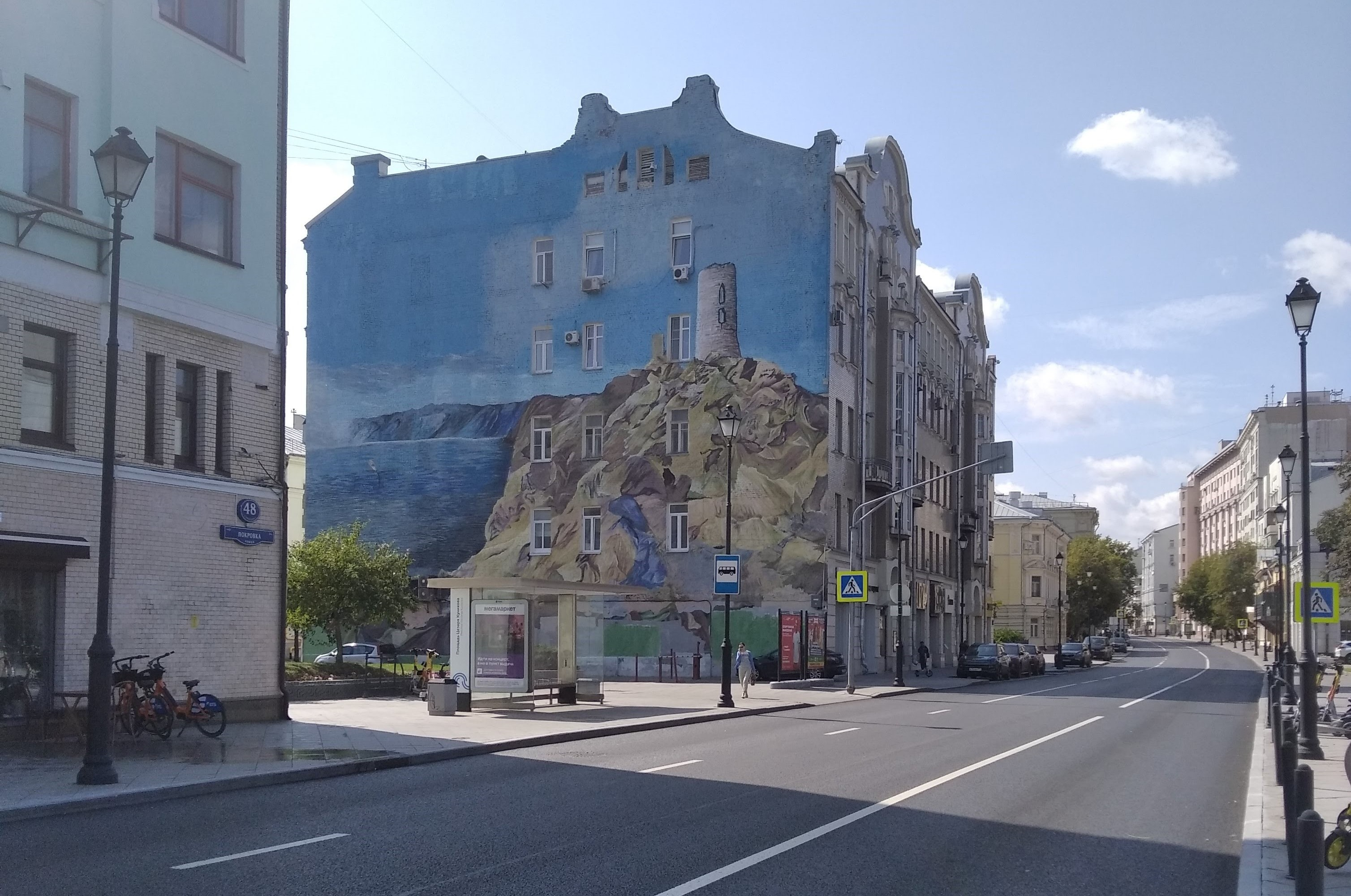
Дома №№ 48, 44

## Транспорт
Покровка образует единую транспортную артерию вместе с улицей Маросейка. Ближайшие к Покровке станции метро — «Китай-город», «Сретенский бульвар», «Красные Ворота» и «Курская». По улице от Садового кольца до Маросейки долгие годы ходили троллейбусы 25 и 45. В настоящее время по улице проходят автобусы 122, т25, м3, н3.
Транспортная артерия Маросейка — Покровка имеет одностороннее движение из центра к Садовому кольцу, со встречной полосой для общественного транспорта. Проезд в обратном направлении возможен по соседней улице Мясницкой. Главная транспортная развязка Покровки — на перекрёстке с Садовым кольцом: здесь можно повернуть налево или направо на Садовое кольцо, либо пересечь его и проследовать прямо на Старую Басманную улицу.

## Улица в произведениях литературы и искусства
В комедии Александра Грибоедова «Горе от ума» старуха Хлестова жалуется Софье Фамусовой, что долго «тащилась» из дому к племяннице: «час битый ехала с Покровки, силы нет» (действие 3, явление 10).
Старая застройка Покровки и прилегающих территорий сделала улицу популярной у российских кинематографистов, которые снимали здесь эпизоды кинофильмов, посвящённых событиям XIX — первой половины XX веков. Например, Алексей Герман запечатлел Покровку и соседний район Чистых прудов в фильме «Хрусталёв, машину!», действие которого происходит в 1953 году. Действие кинофильма «Покровские ворота» разворачивается в районе одноимённой площади, которая расположена примерно в центре Покровки.
В романе Сергея Лукьяненко «Ночной Дозор» в одном из эпизодов главный герой перемещается по Покровке от ресторана «Магараджа», расположенного в Старосадском переулке, к Садовому кольцу: «Я бежал по Покровке в сторону Земляного Вала, сумочка колотила по спине» (глава 3).
В романе Алексея Толстого «Пётр I» говорится, что царевны Екатерина и Марья Алексеевны, родные сёстры царицы Софьи, заключённой в Новодевичий монастырь за организацию стрелецкого бунта, были выселены на Покровку.
Поэт Василий Казин писал в стихотворении 1925 года:
Пусть другим Тверские приглянулись.

Ну а мне, кажись, милей Кремля,

Скромница из тьмы московских улиц,

Улица Покровская моя.

## Происшествия
- 7 декабря 2015 года произошёл взрыв гранаты на остановке общественного транспорта у дома № 19. Были ранены 5 человек[37].